# Campionato europeo femminile di pallacanestro Under-16 2004
Il Campionato europeo femminile di pallacanestro Under-16 2004 (noto anche come FIBA EuroBasket Women Under-16 2004) si è svolto in Italia, ad Asti, Biella, Cuneo e Novara.

## Classifica finale
| Campione d'Europa | Campione d'Europa   | Campione d'Europa |
| ----------------- | ------------------- | ----------------- |
| Spagna            |                     |                   |
| Argento           | Serbia e Montenegro |                   |
| Bronzo            | Russia              |                   |
| 4.                | Bielorussia         |                   |
| 5.                | Italia              |                   |
| 6.                | Rep. Ceca           |                   |
| 7.                | Francia             |                   |
| 8.                | Turchia             |                   |
| 9.                | Croazia             |                   |
| 10.               | Ungheria            |                   |
| 11.               | Bulgaria            |                   |
| 12.               | Polonia             |                   |
| 13.               | Belgio              |                   |
| 14.               | Grecia              |                   |
| 15.               | Slovacchia          |                   |
| 16.               | Germania            |                   |